# NGC 7313
NGC 7313 (другие обозначения — PGC 69242, ESO 533-52) — спиральная галактика с перемычкой (SBb) в созвездии Южная Рыба.
Этот объект входит в число перечисленных в оригинальной редакции «Нового общего каталога».